# トリンドル玲奈
トリンドル 玲奈（トリンドル れいな、Triendl Reina、1992年1月23日 - ）は、日本の女性ファッションモデル、タレント、女優。
オーストリア・ウィーン出身、慶應義塾大学環境情報学部卒業。プラチナムプロダクションを経て、2024年11月よりアミューズに所属。『with』専属モデル。モデルのトリンドル瑠奈は実妹。夫は俳優の山本直寛。

## 略歴

### 生い立ち
オーストリアのウィーンでオーストリア人（ドイツ系）の父と日本人の母の間に生まれる。同じ芸能事務所に所属する妹のルナがいる。
IT関連に携わる父の仕事の影響でフランスや米国、日本と10回以上の引っ越しを重ねる。国際基督教大学高等学校を卒業後、慶應義塾大学環境情報学部へ進学した。岩本乃蒼と同期同学部であった。芸能活動が多忙を極めて一時休学し、2015年9月に卒業した。

### モデル、タレントとして
高校2年の時にスカウトを受けプラチナムプロダクションに所属した。2009年に広告に起用されデビュー。雑誌『JJ』（光文社）・『ViVi』（講談社）の専属モデルを務めるなどモデルとして活動し、ハーフタレントとしてテレビのバラエティ番組にも進出する。
2011年にふかわりょうとコラボレーションしてROCKETMAN feat. トリンドル玲奈名義で配信限定シングル「LOVE DISCO」を発売し、7月20日付のiTunes Storeダンスチャートで1位となる。
2012年2月、ソフトバンクモバイルの白戸家CMにハワイ（鳥取県東伯郡羽合町）からの「留学生のタダ」こと鳥取タダ（トリンドル・タダ）役で出演し、緑色のセーラー服に身を包みギャル語を連発して一躍注目を集める。これを契機として、同年5月、鳥取ふるさと大使に就任し、「トットリンドル王女」の扮装を披露した。ただし鳥取に一度も行ったことがなかった。同年11月に『日経トレンディ』誌が選ぶ「2012年ヒット商品ベスト30&2013年ヒット予測ランキング20」でバカリズムとともに「12年に大活躍した人」に選出される。
2012年7月2日、東京ドームで行われたプロ野球・福岡ソフトバンクホークス対埼玉西武ライオンズの試合で始球式を務めた。
2013年1月に、ふるさと大使を務めた鳥取県で撮影された「とっとりんどる」編と渋谷、両国、月島、秋葉原など東京都内で撮影された「ほっこりんどる」編からなる初の写真集『コトリんどる。』（撮影：川島小鳥）を発売する。
2018年10月23日開催のViVi主催のファッションイベント「ViVi night」で約7年半在籍した『ViVi』の専属モデル卒業を発表し、2019年1月発売の3月号を最後に卒業した。
2019年2月発売の『with』（講談社）4月号から同誌専属モデルを務める。
2024年11月5日、自身のInstagramを更新し、15年所属したプラチナムプロダクションを退所し、アミューズに移籍したことを報告した。

### 女優として
2012年7月、TBS系ドラマ『黒の女教師』に出演する。同番組の伊與田英徳プロデューサーが、ソフトバンクのCMでコミカルな演技に「芝居に対する感覚」を見て出演を依頼した。
以後はテレビドラマへほぼ毎クール出演し、2015年に園子温監督のホラー映画『リアル鬼ごっこ』で篠田麻里子、真野恵里菜とともにトリプル主演を務め、映画で初主演した。同作品で、第19回ファンタジア国際映画祭・最優秀女優賞を受賞。同年10月には日本テレビのテレビドラマ『いつかティファニーで朝食を』で連続ドラマ初主演を務める。
2023年11月11日から上演の舞台『OUT OF ORDER』に出演していたが、体調不良のため同月16日以降の出演を見合わせることになった。

### 私生活
2024年1月19日、俳優の山本直寛と結婚したことを自身のInstagramで発表した。

## 人物
- ドイツ語と日本語のバイリンガル。英語は本人曰く、日常会話レベルである[37]。第10回全国高校生ドイツ語スピーチコンテストで、最優秀賞を受賞した[5]。
- 特技はヴァイオリン演奏[5]。音楽の都であるウィーンで10年間習っていた[38]。
- 2012年5月、まんが王国とっとり王女に就任したトリンドルは「生まれはオーストリアで、日本には地元がないので鳥取を地元にしちゃおうかな」と話した[23]。
- 地毛は黒髪で、デビューにあたり初めて明るい髪色に染めた[39]。NHK BSプレミアム『ある日、アヒルバス』の役作りで初めて黒髪姿を披露した[40]。
- 歌舞伎が大好きであり、贔屓の役者は尾上菊之助[41]。
- 2021年2月26日放送の『ダウンタウンなう』に出演し、母親の旧姓が"肉丸（にくまる）"であることと、父親のトリンドル姓も「言いづらい」し「聞き取りづらい」ことから、「どっちも使いづらいってことで、普段（の偽名）は田中で通ってるんです」と明かした[42][43]。肉丸姓は大分県宇佐市や長崎県長崎市にみられ、全国で80人ほどの珍しい姓である。

## 出演

### テレビ番組
- リンカーン（2010年1月 - 、TBS）「売れ線博打」コーナー - トリ姐 役
- たまッチ![注 1]（2010年3月 - 2014年11月、フジテレビ）
- めざましテレビ『MOTTOいまドキ!』（2010年4月 - 2011年3月、フジテレビ）
- レコ☆Hits!（2010年4月 - 2011年3月、日本テレビ） - レコ☆Hitsガール
- 極嬢ヂカラ（2010年1月 - 9月、テレビ東京）
- テレビでドイツ語 Reinas Blick コーナー（2011年4月 - 7月、9月、2012年10月 - 2013年上半期、毎月第3週、NHK教育テレビ→NHK Eテレ）
- 20マウス（2011年4月 - 9月、TBS）
- テレビでドイツ語 単語コーナー（2012年4月 - 9月、NHK Eテレ）[25]
- MOSTI.TV（BS日テレ）
- 第45回日本有線大賞（2012年11月14日、TBS） - 沢村一樹と一緒に司会。
- テラスハウス（2013年1月11日 - 2014年9月29日、フジテレビ）
- ZIP!（2013年4月1日 - 26日、日本テレビ） - 「HAPPYPOST」に出演
- ウマイハナシ（2013年4月4日 - 2016年3月31日、フジテレビ）
- 世界一受けたい授業（2014年6月21日、日本テレビ）
- TERRACE HOUSE BOYS & GIRLS IN THE CITY（2015年9月 - 2020年5月、フジテレビ）
- ひるおび!（2021年3月29日 - 現在、TBS） - コメンテーター（月曜→金曜）
- めざまし8（2021年3月29日 - 2021年11月4日、フジテレビ）- コメンテーター（火曜→木曜）
- それはまるでトリンドルな1日でした。（2022年9月6日 - 12月6日、UHB北海道文化放送 ほか）[44]
  - それはまるでトリンドルな1日旅でした。（2024年3月31日、UHB北海道文化放送）[45]
- ザキヤマ＆トリンドルの全力（フルパワー）収穫祭!（2022年12月24日、朝日放送テレビ）

### テレビドラマ
- 黒の女教師（2012年7月 - 9月、TBS） - 落内福子 役[25]
- シュガーレス（2012年10月 - 12月、日本テレビ） - 諏訪晴香 役
- ビブリア古書堂の事件手帖（2013年1月 - 3月、フジテレビ） - 佐々木亜弥 役
- チープ・フライト（2013年3月1日、日本テレビ） - 櫻田まりあ 役
- BAD BOYS J（2013年4月 - 6月、日本テレビ） - 佐藤エリカ 役
- 幸せになる3つの買い物「『いいね!』を買った女」（2013年6月25日、関西テレビ）- 綾瀬ひとみ 役
- 山田くんと7人の魔女（2013年8月 - 9月、フジテレビ） - 伊藤雅 役
- 水木しげるのゲゲゲの怪談「妖怪枕返し」（2013年8月31日、フジテレビ）- 麗華 役
- ダンダリン 労働基準監督官（2013年10月 - 12月、日本テレビ） - 小宮瑠璃子 役
- 東野圭吾×阿部寛新春ドラマスペシャル“新参者”加賀恭一郎「眠りの森」（2014年1月2日、TBS） - ウエイトレス 役
- ロストデイズ（2014年1月 - 3月、フジテレビ） - 佐々木梨花 役
- ごめんね青春!（2014年10月 - 12月、TBS） - 山田・ビルケンシュトック・京子 役
- 不便な便利屋（2015年4月 - 6月、テレビ東京） - マッチ売りの少女?/森 未樹 役
  - 不便な便利屋 2016 初雪（2016年12月30日）
- ある日、アヒルバス（2015年7月 - 8月、NHK BSプレミアム） - 澤田希子 役
- 37.5℃の涙（2015年7月 - 9月、TBS） - 小野優美香 役
- いつかティファニーで朝食を（2015年10月 - 2016年3月、日本テレビ） - 主演・佐藤麻里子 役[32]
- 最後のレストラン 第3話 - 第7話（2016年5月 - 6月、NHK BSプレミアム） - ジャンヌ・ダルク 役
- せいせいするほど、愛してる（2016年7月 - 9月、TBS） - 美山千明 役[46]
- 黒い十人の女（2016年9月 - 12月、読売テレビ・日本テレビ） - 相葉志乃 役[47]
- 女囚セブン（2017年4月21日 - 6月9日、テレビ朝日） - 市川沙羅 役[48]
- カンナさーん!（2017年7月18日 - 9月19日、TBS） - 境川翔子 役[49]
- あなたには帰る家がある（2018年4月13日 - 6月22日、TBS） - 小島希望 役[50]
- 捜査会議はリビングで!（2018年7月15日 - 9月2日、NHK BSプレミアム） - 桂木綿子 役[51]
  - 捜査会議はリビングで おかわり!（2020年2月2日 - 3月22日）
- 僕らは奇跡でできている（2018年10月9日 - 12月11日、関西テレビ・フジテレビ系） - 丹沢あかり 役[52]
- パーフェクトクライム（2019年1月20日 - 3月24日、ABCテレビ・テレビ朝日系〈一部地域除く〉） - 主演・前島香織 役[53][54]
- ラッパーに噛まれたらラッパーになるドラマ（2019年7月12日・13日、テレビ朝日）- 藤本加奈子 役[55]
- ランチ合コン探偵〜恋とグルメと謎解きと〜（2020年1月9日 - 3月12日、読売テレビ / 日本テレビ） - 阿久津麗子 役[56]
- 嫉妬（2020年8月16日、テレビ朝日） - 野口聖子 役[57]
- 女の戦争〜バチェラー殺人事件〜（2021年7月3日 - 8月7日、テレビ東京） - 河原麗奈 役[58]
- 受付のジョー（2022年4月26日 - 6月28日、日本テレビ） - 花房カレン 役[59]
- ソロ活女子のススメ2 第5話（2022年5月5日、テレビ東京） - スタッフ 役[60]
- マイファミリー 最終話（2022年6月12日、TBS）[61]
- 魔法のリノベ 第3話（2022年8月1日、関西テレビ・フジテレビ系）- 加藤えみり 役
- 今夜すきやきだよ（2023年1月7日 - 3月25日、テレビ東京） - 主演・浅野ともこ 役（蓮佛美沙子とダブル主演）[62]
- ワタシってサバサバしてるから（2023年1月9日 - 2月9日、NHK総合） - 本田麻衣 役[63]
- 私がヒモを飼うなんて（2023年3月29日 - 5月17日、TBS） - 叶百合 役[64]
- 月読くんの禁断お夜食（2023年4月22日 - 6月17日、テレビ朝日） - ヒロイン・御神そよぎ 役[65]
- ウソ婚（2023年7月11日 - 9月26日、関西テレビ・フジテレビ） - 二木谷レミ 役[66]
- 不適切にもほどがある! 第4話（2024年2月16日、TBS）- ケイティ池田 役[67]
- イップス 第1話（2024年4月12日、フジテレビ） - 電撃ウィッチ麻尋 役[68]
- レプリカ 元妻の復讐（2025年7月7日 - 、テレビ東京） - 主演・藤村葵 / 伊藤すみれ 役[69]

### 配信ドラマ
- 東京アリス（2017年8月25日配信開始、全12話、Amazon Prime Video） - 羽田みずほ 役[70]

### 映画
- 劇場版BAD BOYS J（2013年11月9日公開） - 佐藤エリカ 役
- 呪怨 -終わりの始まり-（2014年6月28日公開） - 七海 役
- テラスハウス クロージング・ドア 禁断の副音声版（2015年5月16日公開、期間限定）[71]
- リアル鬼ごっこ（2015年7月11日公開） - 主演・尾沢ミツコ 役
- 任侠野郎（2016年6月4日公開） - 正岡時子 役

### 舞台
- OUT OF ORDER（2023年11月11日 - 12月30日〈予定〉、鳥栖市民文化会館 大ホール 他） - グラディス 役[33]
  - 体調不良のため11月16日以降の出演を見合わせ[34]。代役は平井珠生[34]。

### Webアニメ
- テイコウペンギン（2020年1月23日、Plott） - 阿久津麗子 役[72]

### 配信番組
- TERRACE HOUSE BOYS & GIRLS IN THE CITY（2015年9月 - 2020年5月、Netflix） - スタジオメンバー
- 29.4 ~ワタシの選択~ with anan（2021年8月21日[73] - 、ABEMA） - MC

### 雑誌
- ViVi（2011年1月号 - 2019年3月号、講談社） - 専属モデル[28]
- with（2019年4月号 - 、講談社） - 専属モデル[7]
- JJ（光文社）
- Gainer（光文社）
- ゼクシィ（リクルート）
- RyuRyu（ベルーナ）
- PRINCESSHEART（ミディアム）
- ELLE girl 2011年4月号（アシェット婦人画報社）

### ランウェイ
- 神戸コレクション：2009秋冬、2009春夏、2011春夏
- 東京ガールズコレクション：2009秋冬、2010春夏、2011春夏（名古屋）、2011春夏
- Girls Award
  - Kiss supported by GirlsAward（2012年1月）
  - Tokyo Virtual Runway Live by GirlsAward vol.1（2020年6月27日、ABEMA独占生配信）[74]

### イベント
- トリンプ アモガール プロジェクト発表会（2011年2月2日）[75]
- サンシャインシティ噴水広場 クリスマスツリー点灯式(2011年11月10日)、トークショー(2011年12月24日)
- 第69回ゴールデングローブ賞「AXN ゴールデングローブ・アンバサダー」をつとめた（2012年1月）[76]

### ミュージックビデオ
- KG
  - どんなに離れても duet with AZU MUSIC VIDEO(48 sec ver.)
- LIL
  - Watching you feat. WISE[77]
- ROCKETMAN[78]
  - LOVE DISCO feat.トリンドル玲奈

### ラジオ
- ゴチャ・まぜっ!（MBSラジオ）

### 広告
- 日本きものシステム協同組合
- 京朋
- 京商
- 西善商事 トリンドル玲奈プロデュースブランド Doll Reina Triendl（2011年2月）[79]
- ÆON
- トリンプ アモガール[80]
- Marblee イメージモデル（2011年）[81]
- CEDAR CREST（2011年3月）[82][83]
- ジャパンイマジネーションCECIL McBEE（セシルマクビー）（2011年）[84]
- GREE「探検ドリランド〜ハルカ篇〜」
- WIRED f（2012年3月）[85]

### CM
- ミュゼプラチナム （2011年10月 - ）[86]
- ソフトバンクモバイル - 鳥取タダ 役
  - 「白戸家 ハワイからの留学生篇」（2012年）[87]
  - 「タダのうた〜3年タダの学割〜 歌：ヒロシ&タダ」（2012年）[88]
- 明治
  - 「ボーノチーズ」（2012年4月 - ）[89]
  - 「ガルボツイスト」（2012年8月 - ）[90]
  - 「果汁グミ」（2013年5月 - ）
- トヨタ自動車
  - 「ロンドン（五輪）篇」（2012年7月） - お初役[91]
- アラクス「ノーシンピュア トリンドル劇場 登場篇」（2012年 - 2015年）
- トリンプ・インターナショナル「夢みるブラ エアリーさらら」（2012年8月）
- クロスカンパニー「E hyphen world gallery」（2012年9月12日）[92]
- ユニバーサル・スタジオ・ジャパン「バイオハザード・ザ・リアル」（2013年7月）
- 任天堂「大合奏!バンドブラザーズP」（2013年）
- ライオン「Ban」（2014年3月 - 2015年）
- 三井アウトレットパーク（2014年4月 - ）
- ダイハツ工業 ミラ ココア 「ココかわソング」篇 （2014年8月 - ）[93]
- グリコ乳業 カフェオーレ
  - 「動き出すイラスト」篇（2015年6月 - ）[94][95]
  - 「3時の、ひとゆるみ」篇（2016年5月 - ）[96]
- ユーキャン通信講座（2016年）[97]
- 三幸製菓 チーズアーモンド（2016年9月 - ）
- ピップ スリムウォーク（2021年11月 - ）[98]
- 日本クラウド証券 クラウドバンク
  - 「こう見えて資産運用中」篇（2021年6月 - ）
  - 「未来の娘」篇（2022年6月 - ）[99]
- キリンビール 本麒麟「ミュージアム（言葉）」篇（2024年5月 - ）[100]

### その他
- J:COM presents -Girls Collection of EVANGELION-（2012年開催） - 出演
- ウィーンフィル・ニューイヤーコンサート (NHKEテレ、2017年1月1日) - スタジオゲスト
- 関口知宏のヨーロッパ鉄道の旅 総集編 (NHK BSプレミアム、2017年3月25日) - 司会

## 作品

### シングル (配信限定)
- LOVE DISCO（2011年7月21日、ビクターエンタテインメント） - ROCKETMAN feat. トリンドル玲奈 名義

## 書籍

### 写真集
- コトリんどる。（2013年1月22日、講談社、撮影：川島小鳥）ISBN 978-4062182324[26]
- あいまい（2022年1月23日、講談社、撮影：菊地泰久）ISBN 978-4065269626[101]

## 受賞歴
- 2015年 第19回ファンタジア国際映画祭 最優秀女優賞（『リアル鬼ごっこ』）[31]
- 2016年 第2回クリスマスジュエリープリンセス賞（モデル部門）[102]